# Lioudmila Shchetinina
Lioudmila Ivanovna Shchetinina (russe : Людмила Ивановна Щетинина), née le 1er janvier 1951 à Kaliningrad (RSFS de Russie), est une ancienne joueuse soviétique puis russe de volley-ball.
Elle est médaillée d'argent aux Jeux de 1976.

## Carrière
Kozakova est médaillée d'argent lors des Jeux olympiques d'été de 1976, médaillée d'argent et de bronze mondiale en 1974 et 1978 ainsi que triple championne d'Europe en 1971, en 1975 et en 1977.

## Palmarès
- Jeux olympiques
  -  1976 à Montréal.
- Championnat du monde
  -  1978 à Leningrad.
  -  1974 à Guadalajara.
- Championnat d'Europe
  -  1977 à Tampere.
  -  1975 à Belgrade.
  -  1971 à Reggio d'Émilie.